# Herrarnas fyrmanna i bob vid olympiska vinterspelen 1932
Herrarnas fyrmannabobåkning i vinter-OS 1932 ägde rum vid Mt. Van Hoevenberg Recreation Area, Lake Placid, USA den 14-15 februari 1932. 

## Medaljörer
| Gren             | Guld                                                  | Silver                                                         | Brons                                                          |
| Herrar, fyrmanna | USA Billy Fiske Eddie Eagan Clifford Gray Jay O'Brien | USA Henry Homburger Percy Bryant Francis Stevens Edmund Horton | Tyskland Hanns Kilian Max Ludwig Hans Mehlhorn Sebastian Huber |

## Resultat
| Placering | Land     | Idrottare                                                                          | Tid     |
| Guld      | USA      | Billy Fiske, Eddie Eagan, Clifford Gray, Jay O'Brien                               | 7.53,68 |
| Silver    | USA      | Henry Homburger, Percy Bryant, Francis Stevens, Edmund Horton                      | 7.55,70 |
| Brons     | Tyskland | Hanns Kilian, Max Ludwig, Hans Mehlhorn, Sebastian Huber                           | 8.00,04 |
| 4         | Schweiz  | Reto Capadrutt, Hans Eisenhut, Charles Jenny, Oscar Geier                          | 8.12,18 |
| 5         | Italien  | Teofilo Rossi di Montelera, Agostino Lanfranchi, Gaetano Lanfranchi, Italo Cassini | 8.24,21 |
| 6         | Rumänien | Alexandru Papană, Alexandru Ionescu, Ulise Petrescu, Dumitru Hubert                | 8.24,21 |
| 7         | Tyskland | Walther von Mumm, Hasso von Bismarck, Gerhard Hessert, Georg Gyssling              | 8.35,45 |
| -         | Belgien  | Max Houben, Jacques Maus, Louis Van Hege, Christian Hansez                         | DNS     |